# Mendidius curtulus
Mendidius curtulus är en skalbaggsart som beskrevs av Edgar von Harold 1866. Mendidius curtulus ingår i släktet Mendidius och familjen Aphodiidae. Inga underarter finns listade i Catalogue of Life.